# Вулиця Миколи Садовського (Кропивницький)
Вулиця Миколи Садовського — вулиця в центральній частині міста Кропивницький, названа на честь корифея українського професійного театру Миколи Садовського.
Розташована в Подільському районі Кропивницького. Пролягає від вулиці Андріївської до вулиці Соборної. Перетинає вулиці Павла Рябкова, Каховську, Тобілевича та Островського.

## Історія
Вулиця утворена до Жовтневого перевороту (1917) й раніше належала Биківському району, носила назву Нижня Биківська. До 2022 року носила назву вулиця Пушкіна на честь російського поета Олександра Пушкіна.
Олександр Пушкін зупинявся в міській кінно-поштовій станції, яка знаходилася в будинку (нині буд. 40/9, де розташована обласна СЕС) на Нижній Биківській вулиці, тобто перебуваючи в місті проїздом, про що зараз сповіщає меморіальна дошка.
Після початку широкомасштабного військового вторгнення Росії в Україну, рішенням Кропивницької міської ради від 12 травня 2022 року вулиця перейменована на честь українського актора театру та громадського діяча Миколи Садовського.

## Забудова та об'єкти
Вулиця Миколи Садовського забудована приватними одно- і двоповерхівками.
буд. 40/9 — Кропивницька обласна СЕС. Це приміщення колишньої пастерівської станції, на місці якої була розташована кінно-поштова станція, де зупинялися російський поет Олександр Пушкін і польський поет Адам Міцкевич.

## Фотогалерея

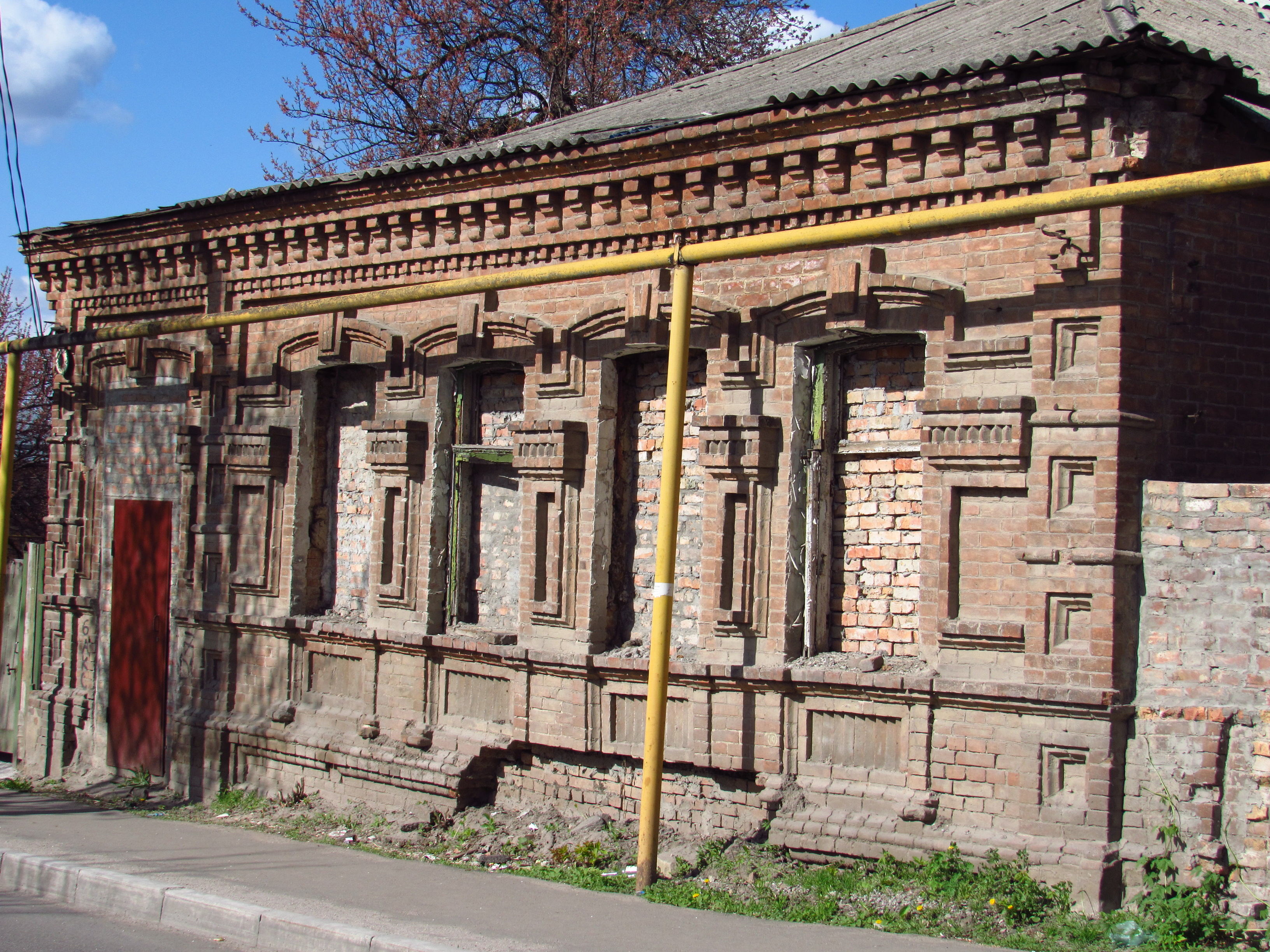
Миколи Садовського, 29
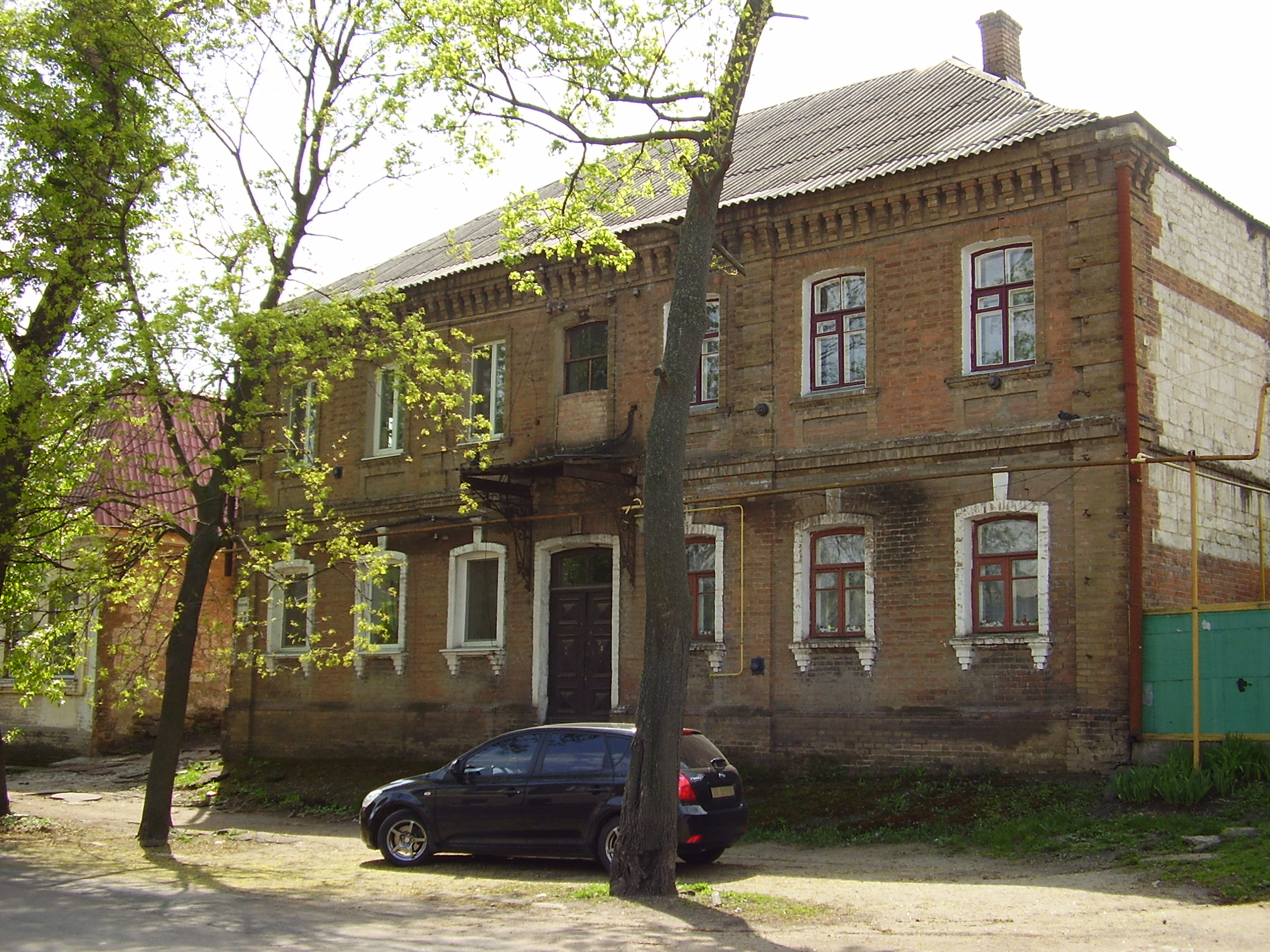
Житловий будинок № 62
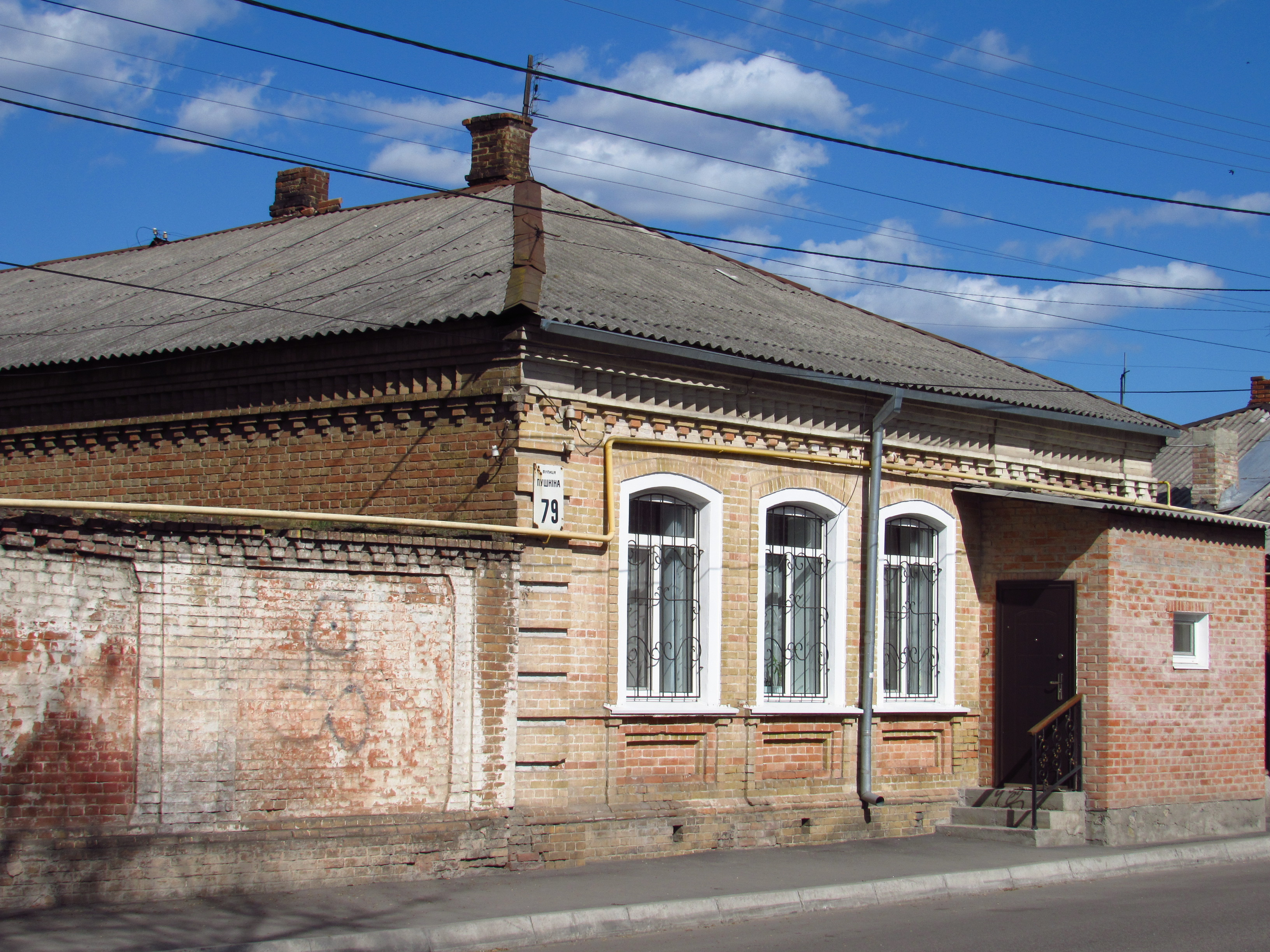
Миколи Садовського, 79

## Виноски
1. ↑  Харічкін Г. В. Кіровоград бандитський: історія і документи на www.kirovograd.proua.com [Архівовано 22 березня 2009 у Wayback Machine.] (рос.)
2. ↑  Список пам'яток археології, історії та монументального мистецтва [Архівовано 1 червня 2011 у Wayback Machine.] на Офіційний сайт Кіровоградської міської ради [Архівовано 15 грудня 2013 у Wayback Machine.]
3. ↑  Рішення від 12 травня 2022 року №1250 «Про перейменування вулиць та площі» // Кропивницька міська рада. Дев'ята сесія восьмого скликання
4. ↑  Сайт Державної санітарно-епідеміологічної служби Кіровоградської області[недоступне посилання з червня 2019]